# هبه ۶

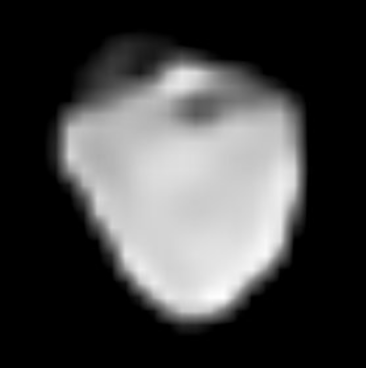
نمایی تلسکوپی از سیارک هبه ۶ در منظومهٔ خورشیدی - ۲۰۱۷

سیارک ۶ (به انگلیسی: 6 Hebe) ششمین سیارک کشف شده‌است که در ۱ ژوئیه ۱۸۴۷ کشف شد.
قدر مطلق سیارک برابر ۵٫۷۱ است.